# Kohlenwasserstoff-Lösungsmittel
Kohlenwasserstoff-Lösungsmittel (KWL) für die chemische Reinigung von Textilien bestehen aus aliphatischen Kohlenwasserstoffen.

## Eigenschaften
Das KWL besteht aus einem Gemisch entaromatisierter, hochsiedender Kohlenwasserstoffe, genauer aus Paraffinen, Isoparaffinen und cyclischen Kohlenwasserstoffen ohne Heteroatome wie Fluor oder Chlor. Der Umgang mit KWL erzeugt eine Brand- und Explosionsgefahr. Als Aliphatengemisch löst es Lipide gut, Proteine, Kohlenhydrate und Salze dagegen kaum.

## Geschichte
Im 19. Jahrhundert wurde zur Textilreinigung Petroleum und Benzol verwendet. Ab 1870 wurden sie gegen Leichtbenzin ersetzt. Ab den 1920er Jahren wurde Schwerbenzin verwendet. Diese Lösemittel besaßen eine hohe Brennbarkeit. Von 1900 bis etwa 1960 wurde daher Tetrachlorkohlenstoff (Tetra) als nicht-brennbares, aber toxisches Lösungsmittel eingesetzt. In der Folgezeit wurden daher zunehmend die weniger toxischen Lösungsmittel Perchlorethylen (Per) und Trichlorethan (Tri) verwendet. Ab den 1950er Jahren wurden die ungiftigen und unbrennbaren, aber klimaschädlichen Fluorchlorkohlenwasserstoffe (FCKW) R113 und R11 entwickelt. Seit dem 31. Dezember 1992 dürfen FCKW in Deutschland nur noch mit Ausnahmegenehmigung verwendet werden. KWL kommen heute in der Trockenreinigung als Ersatz für die früher verwendeten ozonschädlichen FCKW zum Einsatz. Ca. 30 % aller Textilreinigungen in Deutschland setzen KWL zur Reinigung ein.